# Plotosus
A Plotosus a sugarasúszójú halak osztályába a harcsaalakúak rendjébe és a Plotosidae családjába tartozó nem.

## Rendszerezés
A nembe az alábbi 8 faj tartozik:
- Plotosus abbreviatus Boulenger, 1895
- Plotosus brevibarbus Bessednov, 1967
- Plotosus canius Hamilton, 1822
- Plotosus fisadoha Ng & Sparks, 2002
- Plotosus limbatus Valenciennes, 1840
- csíkos angolnafarkú harcsa (Plotosus lineatus) (Thunberg, 1787)
- Plotosus nkunga Gomon & Taylor, 1982
- Plotosus papuensis Weber, 1910